# Eupithecia manca
Eupithecia manca är en fjärilsart som beskrevs av András Vojnits 1979. Eupithecia manca ingår i släktet Eupithecia och familjen mätare. Inga underarter finns listade i Catalogue of Life.